# Swan Song (1992)
Swan Song ist ein britischer Kurzfilm, der 1992 unter der Regie von Kenneth Branagh entstanden ist. Bei der Oscarverleihung 1993 war er in der Kategorie Bester Kurzfilm nominiert. Er basiert auf Anton Tschechows Einakter Schwanengesang. Drehort war das Londoner Criterion Theatre.

## Handlung
Der 88-jährige Schauspieler Svetlovidov wurde nach einer Abendvorstellung, die ihm 16 Vorhänge bescherte, von seinen Gefährten im nun leeren Theater zurückgelassen. Er sinniert auf der Bühne über sein Leben, das er seit mehr als 60 Jahren seiner Kunst widmet, zunächst in angesehenen Theatern, dann in Vaudeville-Spielstätten mit lausigen Sketchen. Plötzlich taucht Nikita, der Souffleur, auf. Nikita hat kein anderes Obdach, so schläft er heimlich im Theater. Der Schauspieler erzählt von der Vorstellung und der anschließenden Schmach und stellt fest, dass er bald sterben muss. Das einzige, was ihm noch Kraft gebe, wäre der Alkohol. Nikita bietet ihm an, ihn nach Hause zu bringen, aber der Schauspieler meint, er habe eigentlich kein Zuhause, denn alles, was seine zwei Zimmer in dem heruntergekommenen Stadtviertel zu einem Zuhause machen könnte, fehlt. Nikita versucht ihn aufzumuntern, doch schlägt dies fehl.
Svetlovidov erzählt aus seiner Vergangenheit, von seinen Wünschen und Träumen, die mit der Gegenwart nicht mehr viel zu tun haben und in Einsamkeit mündeten. Der Souffleur verteidigt inbrünstig das Theater und ihr Leben gegen die Verachtung des Schauspielers. Dieser erinnert sich, wie er einst König Lear spielte und er beginnt die zweite Szene des dritten Akts zu reklamieren. Nikita übernimmt die Rolle des Hofnarrs. Außer Atem gekommen muss sich der Schauspieler wieder setzen. Während sich Nikita über das Stück unterhalten möchte, will Svetlovidov mit etwas ruhigerem, der zweiten Szene des dritten Aktes aus Hamlet fortsetzen, mit Nikita in der Rolle des Güldenstern. Die Rezitationen und die anschließenden Komplimente Nikitas heben des Schauspielers Stimmung. Nun möchte er Nikita seine Interpretation Romeos zeigen und zwar in dem Moment, als er meint, Julia wäre tot, doch vergisst er den Text. Als er sieht, dass Nikita weint, fragt er nach dem Grund. Dieser antwortet, dass Svetlovidov offensichtlich doch noch an das Vermögen des Theaters glaubt, etwas Bedeutendes sein zu können. Der Schauspieler stimmt ihm zu und weist darauf hin, dass es das nur noch selten wäre, jedoch müsse man es einfach weiterhin versuchen, wie es Othello am besten formulierte. Er beginnt aus der dritten Szene des dritten Aktes zu rezitieren. Anschließend lädt er Nikita zu einer Flasche in seine Garderobe ein.